# Kirakkavaara
Kirakkavaara är en kulle i Finland.   Den ligger i den ekonomiska regionen  Kemi-Torneå  och landskapet Lappland, i den norra delen av landet, 600 km norr om huvudstaden Helsingfors. Toppen på Kirakkavaara är 130 meter över havet.
Terrängen runt Kirakkavaara är huvudsakligen platt. Runt Kirakkavaara är det mycket glesbefolkat, med 2 invånare per kvadratkilometer.